# Chippenham
Chippenham è una cittadina di 28 065 abitanti della contea del Wiltshire, in Inghilterra.

## Monumenti e luoghi d'interesse
- Sala Yelde
- Sheldon Manor

## Amministrazione

### Gemellaggi
- La Flèche, Francia
- Friedberg, Germania